# Dir de Kiev
Dir (sueco antigo: Dyre, dinamarquês antigo: Dyri, escandinavo antigo: Dýri; eslavo antigo: Дир; nas crônicas russas: Диръ, translit.: Dir; falecido por volta de 882), de acordo com o Conto dos Anos Passados, foi um varegue semi-lendário, príncipe de Kiev (864-882), governando em conjunto com Ascoldo.
A data e a causa da morte de Dir são desconhecidas. Dado o fato de que a campanha dos Rus a Constantinopla em 860 foi liderada por um único governante e provavelmente Ascoldo, pode-se supor que Dir morreu pelo menos um pouco antes, embora Miguel Hrushevski acreditasse que Dir poderia ter governado depois de Ascoldo. Ele foi sepultado, segundo as crônicas, na área onde a igreja de Santa Irina foi construída mais tarde (de acordo com o cronista: "atrás de Santa Irina"), ou seja, na área ao redor da Catedral de Santa Sofia, que foi ocupada por um grande cemitério durante os tempos de Ascoldo e Dir.

## Nota
1. ↑  Foram príncipes de Kiev e fundadores do primeiro Estado viquingue no rio Dnieper. Eles se estabeleceram em Kiev, assumindo o poder sobre os polanos, que na época pagavam tributo aos cazares. Em o Conto dos Anos Passados, é dito que Kiev possuía seus próprios príncipes, porque após a morte dos lendários fundadores da cidade, Kija, Shek e Horiv, seus descendentes reinaram entre os polanos até 860/864, no texto, Ascoldo e Dir eram guerreiros do príncipe Rurique de Novgorod, que os deixou partir em uma campanha para Constantinopla em 860/866. Ambos foram mortos em 882, quando Kiev foi atacada por Olegue.